# Seznam slunečních lázní v Česku
Seznam slunečních lázní v Česku obsahuje veřejné sluneční lázně velké i zahradní, dochované i zaniklé, postavené podle plánů dr. Antonína Rückla. Je doplněn o některé sluneční lázně rodinné (soukromé zahradní, terasové a střešní). K roku 2024 se podařilo identifikovat 21 staveb jako léčebné sluneční lázně Antonína Rückla (1871–1938).
Seznam obsahuje 14 položek, je řazen podle typu a lokace lázní a nemusí být úplný.

## Seznam
| Stavba                     | Obrázek | Galerie                                                            | Katastr Ulice                                 | Rok            | Poznámka | Souřadnice                                               |
| -------------------------- | ------- | ------------------------------------------------------------------ | --------------------------------------------- | -------------- | --- | -------------------------------------------------------- |
| Veřejné lázně              |         |                                                                    |                                               |                | |                                                          |
| Praha-Kamýk                |         | Kategorie „Rücklovy sluneční lázně“ na Wikimedia Commons           | Praha Kamýk Na dlouhé mezi 12/4               | 1923 červen    | konverze; nyní Pronatal | 50°1′3″ s. š., 14°25′23″ v. d.                           |
| Praha-Strašnice            |         | Kategorie „U Nových vil 6“ na Wikimedia Commons                    | Praha Strašnice U nových vil 505/6            | 1922 7. května | provoz ukončen, konverze; stavebník Dr. Čapek a Otakar V. Kříž | 50°4′22″ s. š., 14°29′20″ v. d.                          |
| Stará Boleslav-Houšťka (†) |         | Kategorie „Sluneční lázně Houšťka“ na Wikimedia Commons            | Stará Boleslav Houšťka V Houštce 693/1        | 1917–1919      | arch. Jan Kotěra; plánovaná demolice | 50°11′20″ s. š., 14°41′15″ v. d.                         |
| Veřejné lázně zahradní     |         |                                                                    |                                               |                | |                                                          |
| Český Brod (†)             |         |                                                                    | Český Brod Žižkova 282                        | 1922           | zaniklo; při českobrodské nemocnici z iniciativy MUDr. Otty Poláka | 50°4′23″ s. š., 14°51′9″ v. d. (orientační souřadnice)   |
| Neratovice (†)             |         |                                                                    | Neratovice původní čp. 174 okolí ulice Labská | 1934 24. dubna | zaniklo; stavebník MUDr. Karel Kilingr. | 50°15′35″ s. š., 14°31′28″ v. d. (orientační souřadnice) |
| Praha-Hlubočepy (†)        |         |                                                                    | Praha Hlubočepy Hlubočepská 85/64             | 1924           | zbořeno; stavebník dr. Merhaut | 50°2′29″ s. š., 14°23′33″ v. d.                          |
| Řevnice (†)                |         |                                                                    | Řevnice čp. 246                               | 1921           | zbořeno; vlastní sluneční lázně Antonína Rückla na zahradě u jeho vily | 49°54′58″ s. š., 14°14′26″ v. d. (orientační souřadnice) |
| Slaný-Kvíček               |         |                                                                    | Slaný Kvíček Jiráskova 54/28                  | 1926           | konverze; stavebník Alois Kašík, kupole o průměru 4 metry | 50°13′32″ s. š., 14°4′38″ v. d.                          |
| Rodinné lázně střešní      |         |                                                                    |                                               |                | |                                                          |
| Bechyně                    |         |                                                                    | Bechyně Michalská                             | 1931           | po rekonstrukci; vlastní vila stavitele a geometra Bohumila Krále (1866–1941) | 49°17′51″ s. š., 14°27′53″ v. d.                         |
| Černošice                  |         | Kategorie „Municipal office in Černošice“ na Wikimedia Commons     | Černošice Karlštenská 259                     |                | po rekonstrukci; Městský úřad Černošice | 49°57′32″ s. š., 14°19′13″ v. d.                         |
| Mohelno                    |         | Kategorie „Sluneční lázně Mohelenského mlýna“ na Wikimedia Commons | Mohelno čp. 134                               | 1937           | přestavba starého mlýna; na střeše nové obytné budovy postavil nový vlastník Antonín Hájek (1877–1948), majitel geologické společnosti, kupolovité solárium se speciálním jenským sklem, které propouštělo UV záření | 49°6′10″ s. š., 16°11′22″ v. d.                          |
| Rodinné lázně zahradní     |         |                                                                    |                                               |                | |                                                          |
| Dolní Beřkovice            |         |                                                                    | Dolní Beřkovice                               | 1933           | v provozu, po rekonstrukci; stavebník hlavní ředitel lobkowiczkého panství Otakar Wollman | 50°23′28″ s. š., 14°27′22″ v. d.                         |
| Neratovice                 |         |                                                                    | Neratovice                                    | 1928           | přestavěno; stavebník Anežka Rücklová, příbuzná Antonína Rückla |                                                          |
| Řevnice (†)                |         |                                                                    | Řevnice čp. 108                               | 1935           | zbořeno 2021; stavebník rodina ředitele Pražské úvěrní banky Josefa Semanského (pradědeček tenistky Martiny Navrátilové)                                                                                             | 49°54′59″ s. š., 14°14′28″ v. d.                         |